# Łazy (stacja kolejowa)
Łazy – stacja kolejowa w Łazach, w województwie śląskim, w Polsce. Stacja prowadzi ruch lokalny do Katowic, Zawiercia, Częstochowy, Gliwic oraz Krakowa (dworzec Płaszów).

## Ruch pasażerski
| Rok  | Wymiana roczna | Wymiana pasażerska na dobę | miejsce w Polsce |
| ---- | -------------- | -------------------------- | ---------------- |
| 2017 | 456 250        | 1000-1500                  | bd.              |
| 2018 | 456 250        | 1000-1500                  | bd.              |
| 2019 | 548 000        | 1500                       | 236.             |
| 2020 | 512 000        | 1400                       | 178.             |
| 2021 | 511 000        | 1400                       | 192.             |
| 2022 | 638 750        | 1500-2000                  | 218.             |
| 2023 | 638 750        | 1500-2000                  | 236.             |
| 2024 | 640 500        | 1500-2000                  | 246.             |

## Galeria

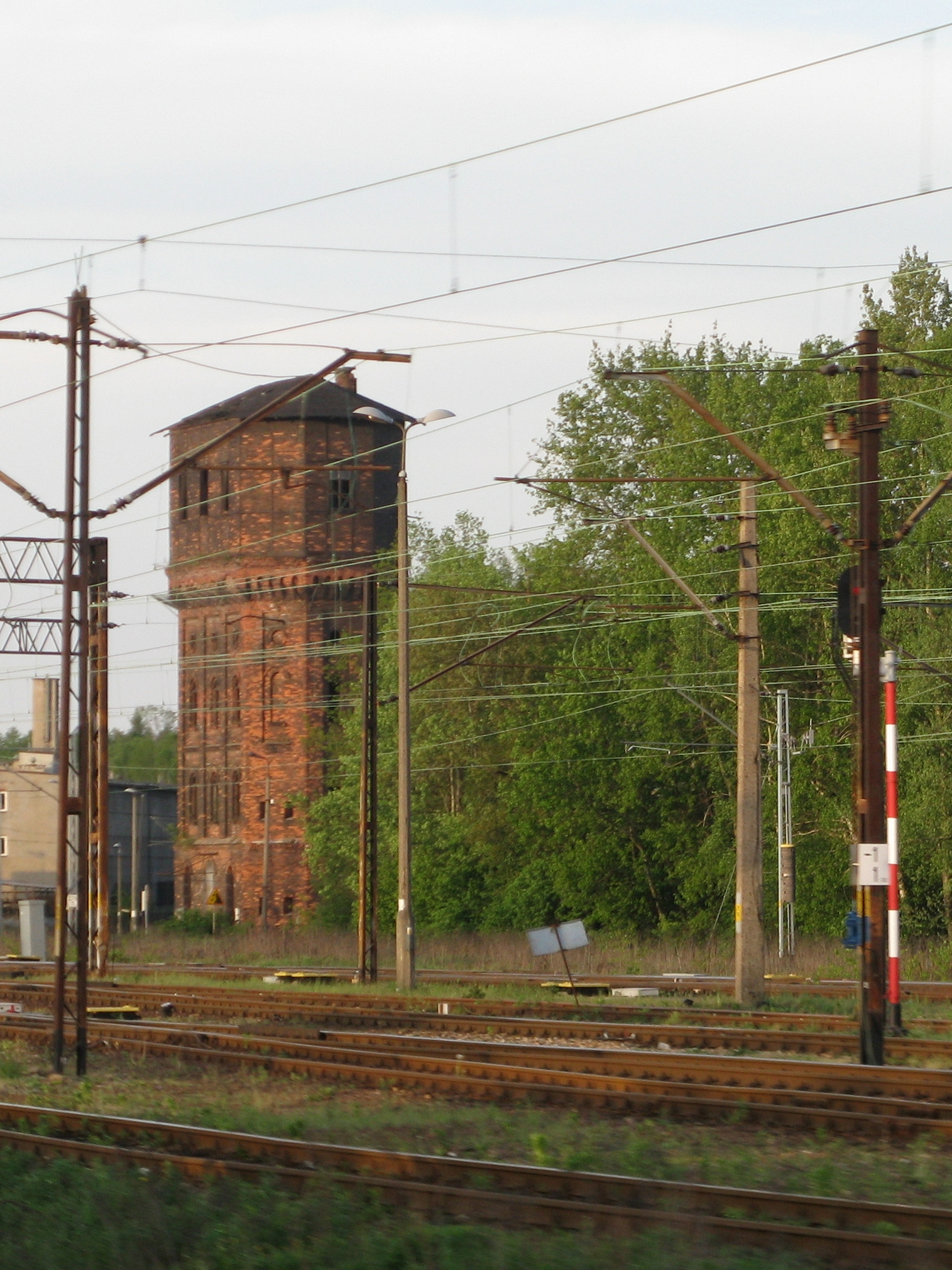
Wieża ciśnień
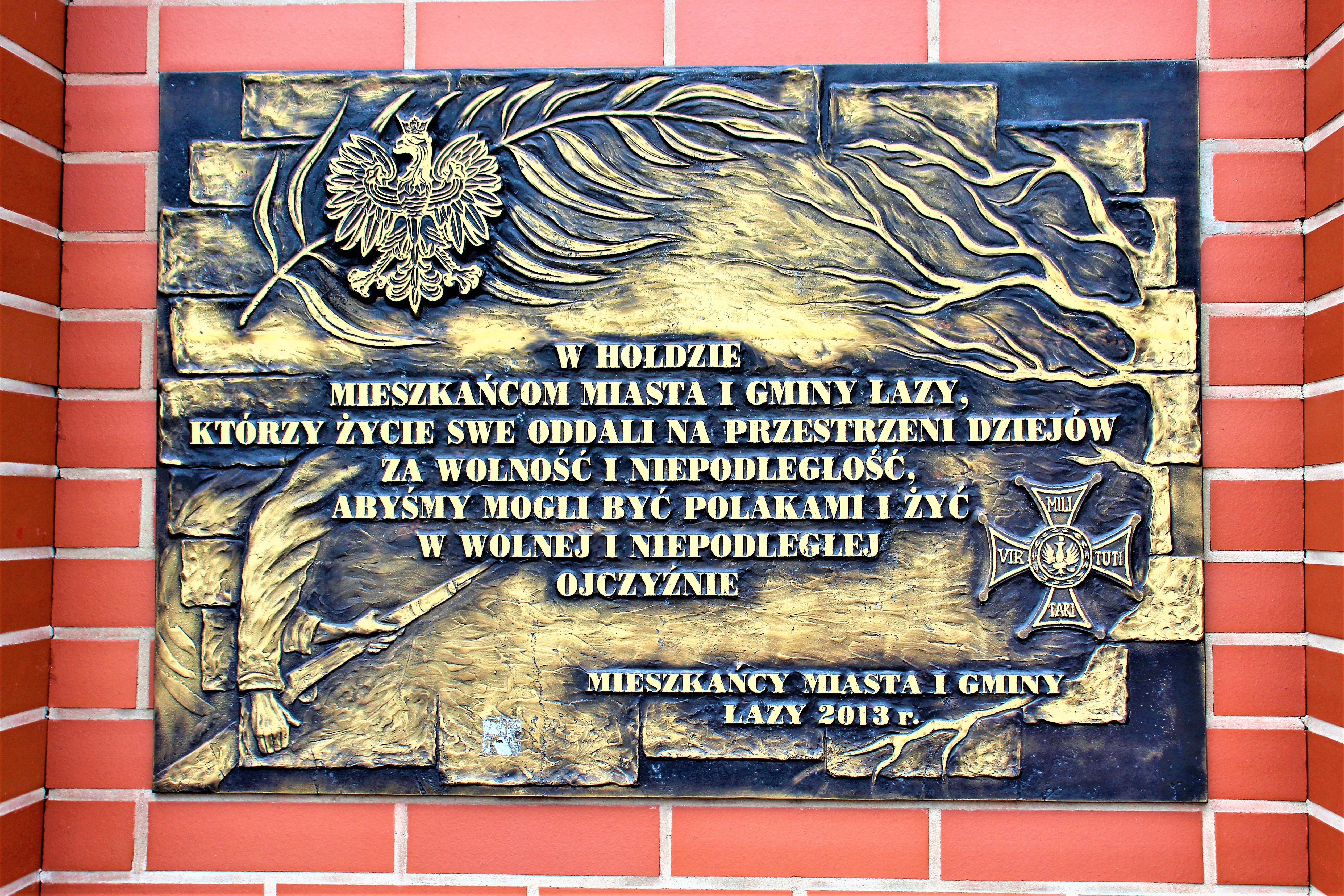
Tablica pamiątkowa
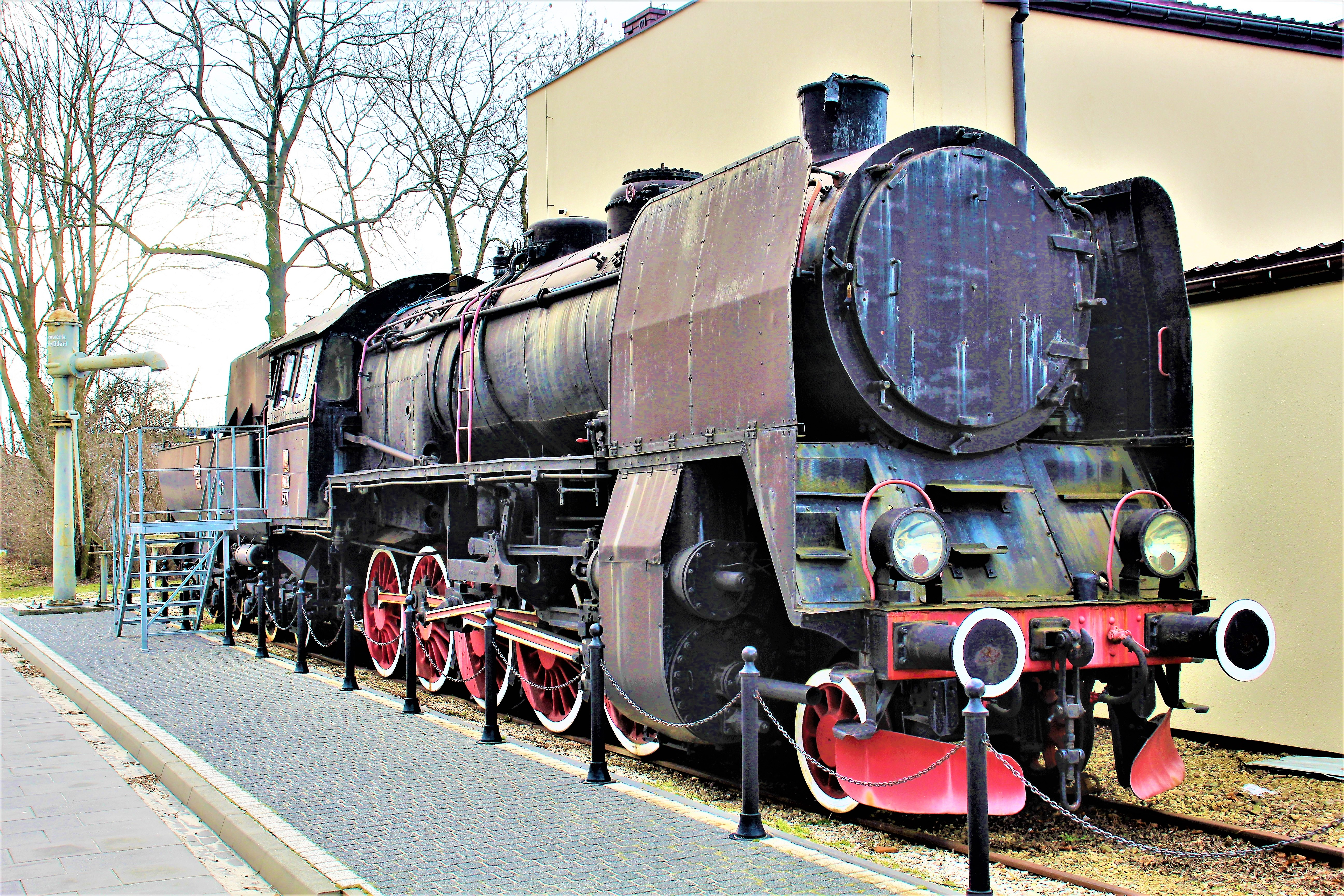
Pomnikowy parowóz Ty45-421